# Yamatarotes yunnanensis
Yamatarotes yunnanensis är en stekelart som beskrevs av Wang 1986. Yamatarotes yunnanensis ingår i släktet Yamatarotes och familjen brokparasitsteklar. Inga underarter finns listade i Catalogue of Life.